# Francesco Coccopalmerio

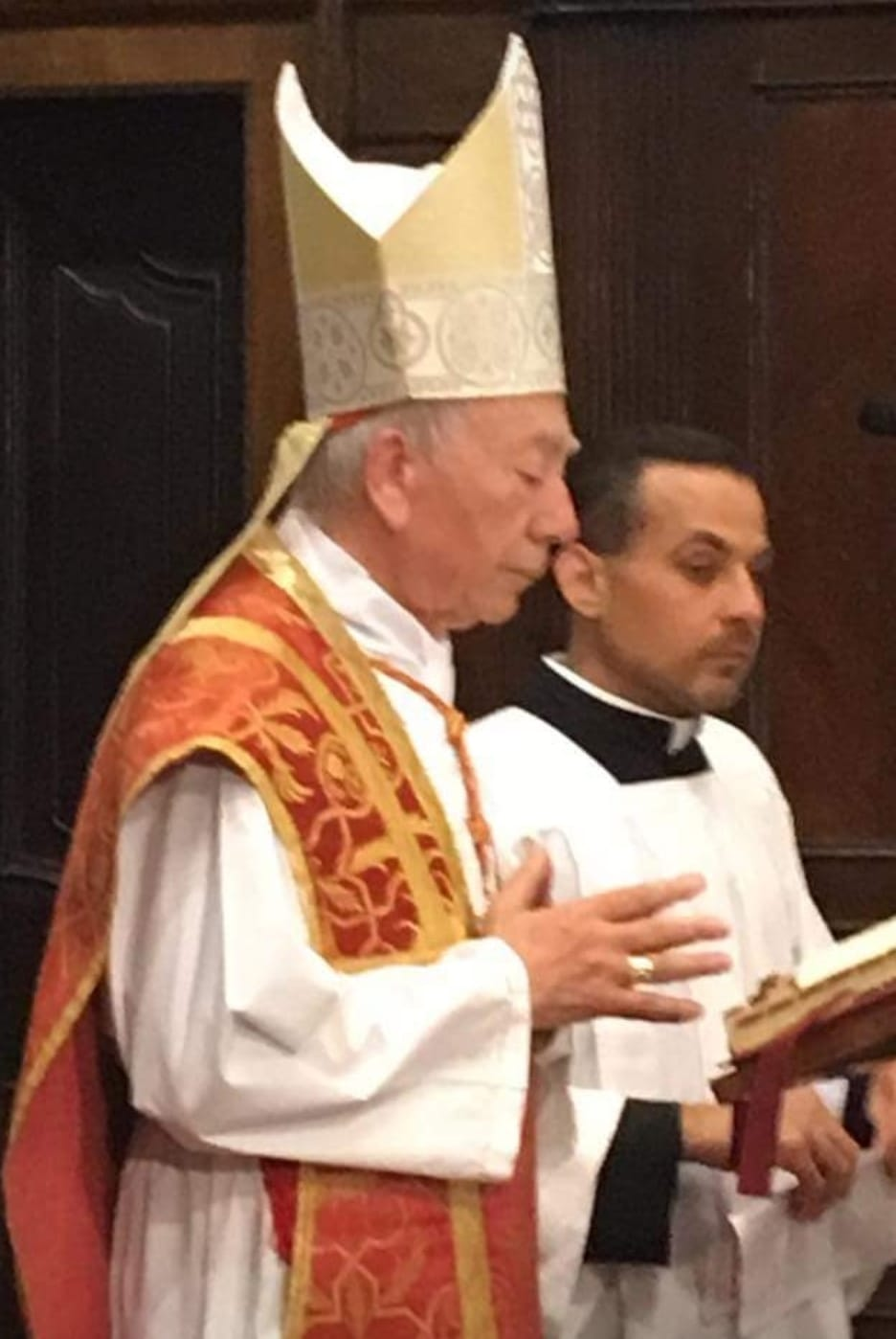
Francesco Coccopalmerio (Mitte), Foto von 2002

Wappen von Francesco Kardinal Coccopalmerio

Francesco Kardinal Coccopalmerio (* 6. März 1938 in San Giuliano Milanese, Provinz Mailand, Italien) ist ein emeritierter Kurienkardinal der römisch-katholischen Kirche.

## Leben
Coccopalmerio studierte Zivilrecht und Kanonisches Recht. Außerdem erlangte er zwei Doktorwürden im Fach Katholische Theologie. Am 28. Juni 1962 empfing Francesco Coccopalmerio durch den Mailänder Erzbischof und späteren Papst Paul VI. das Sakrament der Priesterweihe. Von 1966 bis 1999 wirkte Coccopalmerio als Professor für Kirchenrecht an der Theologischen Fakultät Norditaliens mit Sitz in Mailand. 1985 wurde er Generalprovikar des Erzbistums Mailand.
Papst Johannes Paul II. ernannte ihn am 8. April 1993 zum Weihbischof in Mailand und zum Titularbischof von Coeliana. Die Bischofsweihe spendete ihm am 22. Mai desselben Jahres Kardinal Carlo Maria Martini, der Erzbischof von Mailand; Mitkonsekratoren waren Attilio Nicora, Bischof von Verona, und Giovanni Giudici, Weihbischof in Mailand. Francesco Coccopalmerio wurde am 15. Februar 2007 von Papst Benedikt XVI. zum Präsidenten des Päpstlichen Rates für die Gesetzestexte berufen und zum Titularerzbischof pro hac vice erhoben.
Seit dem 24. Mai 2007 war Coccopalmerio Mitglied des Päpstlichen Rates zur Förderung der Einheit der Christen.
Im Konsistorium vom 18. Februar 2012 nahm ihn Benedikt XVI. als Kardinaldiakon mit der Titeldiakonie San Giuseppe dei Falegnami in das Kardinalskollegium auf. Mit der Vollendung seines 80. Lebensjahres endeten am 6. März 2018 seine Ämter in der Kurie. Papst Franziskus bestätigte am 7. April 2018 den altersbedingten Rücktritt vom Amt des Präsidenten des Rates für die Gesetzestexte und ernannte einen Nachfolger. Am 4. März 2022 wurde Coccopalmerio von Papst Franziskus unter Beibehaltung seiner Titeldiakonie als Titelkirche pro hac vice zum Kardinalpriester ernannt.

## Mitgliedschaften
Kardinal Coccopalmerio war Mitglied folgender Dikasterien der Römischen Kurie:
- Kongregation für die Glaubenslehre (2010–2018[6], bestätigt 2012[7])
- Kongregation für die Selig- und Heiligsprechungsprozesse (2012–2018[8], bestätigt 2013[9])
- Oberster Gerichtshof der Apostolischen Signatur (2000–2018[10], bestätigt 2012[7])
- Päpstlicher Rat zur Förderung der Einheit der Christen[7]